# 图特哈里二世
图特哈里二世（英語：Tudhaliya II），新王国的赫梯国王。 他的史料阙如，在位时期赫梯局势动荡不安。